# Удобний (Майкопський район)
Удобний (рос. Удобный) — селище Майкопського району Адигеї Росії. Входить до складу Побєденського сільського поселення.
Населення — 1407 осіб (2015 рік).